# Kurkuma
A kurkuma (Curcuma longa) fűszer- és gyógynövényfaj. Egyéb nevei: kurkumagyökér vagy indiai sáfrány.

## Tulajdonságai
Eredeti hazája Dél- és Délkelet-Ázsia, de ma már a trópusokon mindenütt termesztik.
A fűszert a sárga színű, a közönséges gyömbérére emlékeztető gyöktörzsében és gumójában (Curcumae rhizoma) lévő nem mérgező, sárga festékanyaga (kurkumin) adja, amit sajátos aromája és sárga színe miatt kedvelnek.
A Worcestershire-mártás és a curry fűszerkeverék alkotórésze, de használják tésztafélék, levesek színének, ízének javítására is. Étvágygerjesztő hatású.
A kurkuma legfeljebb 5 százalékban tartalmaz kurkumint, ami egy polifenol. A kurkumin maga a kurkuma hatóanyaga, és sok helyen használják az élelmiszerekben adalékanyagként. A kurkumin pH-indikátor, vagyis savas közegben sárgásabb, lúgos közegben élénk pirosas színű. Fűszerként alkalmazva felszívódását a fekete bors elősegíti.

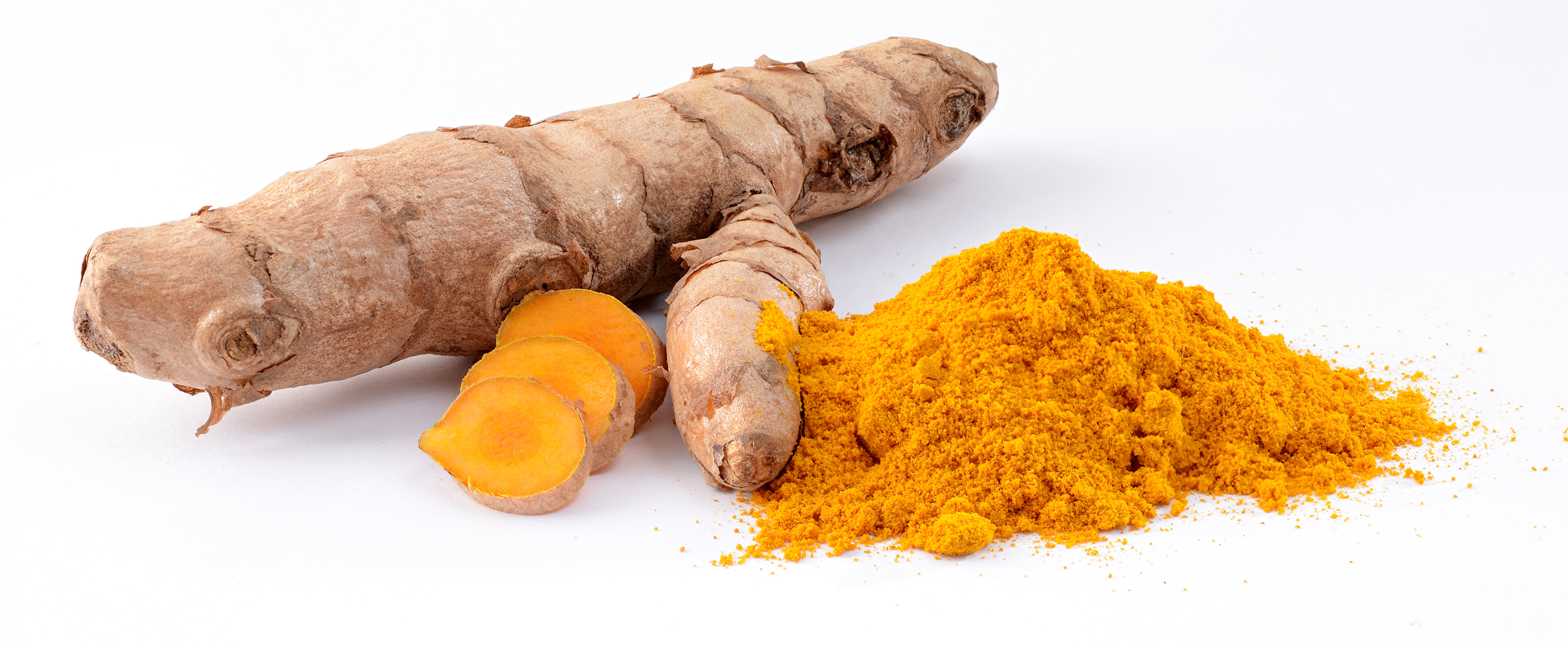
A friss kurkumagyökértörzs és a porított fűszer
A kurkumin keto-alakja